# Maydanets
Maydanets (ukrainien : Майдане́цьке) est un village situé dans le raïon de Zvenyhorodka de l'oblast de Tcherkassy, à environ 235 km au sud de Kiev, en Ukraine. C'est une petite communauté agricole située principalement sur une colline surplombant la rivière Talianki. Maydanets abrite l'un des trois hôpitaux de district de l'ancien raïon de Talne. Sur le territoire de Maydanets se trouve notamment le site archéologique d'une ancienne ville de la culture de Cucuteni-Trypillia, datée du Néolithique moyen.

## Sites néolithiques

Le site de l'ancienne ville de la culture de Cucuteni-Trypillia, à Maydanets

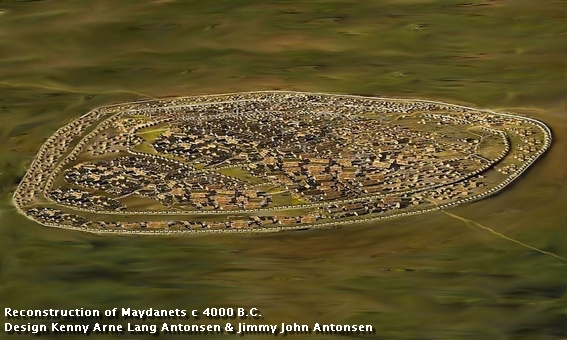
Reconstitution de la ville trypillienne de Maydanets, vers -3700

À Maydanets ont existé sur deux sites distincts un village du Néolithique ancien, puis une ville de la culture de Cucuteni-Trypillia du Néolithique moyen. Le village, couvrant environ 2 hectares, daté d'environ 5000 av. J.-C., est situé près de la périphérie de Maydanets, le long de la route de Talne, à un endroit appelé Grebenyukov Yar (ukrainien : Гребенюков Яр). Ce site a été partiellement fouillé par M. Shmaglij et N. Burdo entre 1981 et 1989, période durant laquelle trois habitations et deux bordei (habitations partiellement enterrées) ont été découverts et examinés.
La ville trypillienne, beaucoup plus grande, est située sur la rive gauche de la rivière Talianki, à l'ouest de Maydanets, et est datée d'environ 3700 - 3600 av. J.-C. Elle couvrait environ 250 hectares, mesurait 1,5 km de long et 1,1 km de large, et avait la forme d'un ovale. Le site a été fouillé par une équipe dirigée par M. Shmalij de 1971 à 1991, qui a utilisé une analyse magnétométrique pour le cartographier (faite par V. Dudkin), révélant un total de 1 575 bâtiments, incluant des habitations, des fortifications, des sanctuaires et quelques maisons à deux étages (sur 180 hectares fouillés). Les archéologues ont exhumé près de 50 artéfacts, dont des poteries peintes et des figurines.
Une étude de 2014 indique que le site était peuplé de manière plus dense qu'estimé au départ, avec au moins 2 297, voire peut-être plus de 2 968 maisons recensées, vers 3700 av. J.-C. Ainsi, la population aurait été plus nombreuse qu'estimé initialement, dans une fourchette allant de 12 000 à 46 000 habitants, avec une moyenne probable de 29 000 habitants. Cette ville était l'une des plus grandes de la culture de Cucuteni-Trypillia, et l'une des plus grandes du monde à son époque.

## Autres sites archéologiques
Maydanets présente aussi deux sites archéologiques plus tardifs. Deux tumulus de la culture Yamna (tertres funéraires) sont situés près du village, comportant huit tombes datées du milieu du IIIe millénaire av. J.-C. En outre, sur le site voisin de Geliv Stav se trouvent les restes d'un village daté du IVe siècle apr. J.-C., attribué à la culture de Tcherniakhov.

## Conservation
Un musée local a été construit dans les années 1990 qui présente quelques-uns des vestiges archéologiques trouvés à Maydanets, une maquette de la ville trypillienne, telle que reconstituée par les archéologues, ainsi que des panneaux explicatifs sur la Préhistoire de la région.
En plus du musée local de Maydanets, des artéfacts archéologiques trouvés sur les sites locaux sont conservés au Musée régional de Tcherkassy, au Musée de l'agriculture de Talne, au Musée national de l'histoire de l'Ukraine, à Kiev, et à l'Institut d'archéologie de Kiev.

## Alentours
La culture de Cucuteni-Trypillia a donné d'autres villes néolithiques dans la région, notamment Talianki, qui semble être la plus grande ville de cette culture.